# Die Anarchisten
Die Anarchisten: Kulturgemälde aus dem Ende des XIX Jahrhunderts (Los Anarquistas: Una Imagen de la Civilización al Final del Siglo XIX) es un libro del escritor anarquista John Henry Mackay publicado en alemán e inglés en 1891. Es la obra más conocida y más leída de Mackay, y lo hizo famoso de la noche a la mañana. Mackay dejó en claro en el subtítulo del libro que no tenía la intención de ser una novela, y se quejó cuando fue criticado como tal, declarando en cambio propaganda. Una traducción al yiddish de Abraham Frumkin fue publicada en Londres en 1908 por el colectivo Arbeter Fraynd, con una introducción del editor de la revista, el destacado anarquista londinense Rudolf Rocker. También se tradujo al checo, holandés, francés, italiano, ruso, español y sueco. Die Anarchisten había vendido 6.500 copias en Alemania en 1903, 8.000 en 1911 y más de 15.000 en el momento de la muerte del autor en 1933.

## Contenido
Die Anarchisten es un relato semi-ficticio del año de Mackay en Londres desde la primavera de 1887 hasta el del año siguiente, escrito desde la perspectiva del protagonista y sustituto del autor Carrard Auban. Relata la conversión de Mackay a la filosofía individualista de Max Stirner, a quien está dedicado el libro. En él, Mackay contrarresta desfavorablemente el anarquismo comunista prevaleciente en ese momento con el anarquismo individualista, al que fue conquistado por Benjamin R. Tucker, y que Auban representa frente a su homólogo comunista Otto Trupp (cuya posición es similar a la de Gustav Landauer). Gran parte del libro se centra en los argumentos entre los defensores anarquistas de la violencia, personificados por Trupp, y aquellos como Auban que creen que la propaganda por el hecho fortalece inadvertidamente a las autoridades que busca socavar. El erudito de Mackay Thomas Riley comenta:
En Die Anarchisten hay dos personajes contrastantes, uno de los cuales representa una filosofía de vida que es claramente el anarquismo comunista; el otro, una persona más intelectual, es un anarquista individualista y un egoísta. A través de los ojos de estos dos hombres, vemos los horrores de la vida entre los pobres de Londres en 1887 y los inútiles intentos de los radicales de Londres de eliminar los males del mundo mediante un movimiento social efectivo. Solo por el individualismo a la Tucker y el egoísmo a la Max Stirner puede el mundo salir de la miseria, la pobreza y las guerras producidas por los gobiernos. El libro obviamente está dirigido no solo al laico sino también a los anarquistas comunistas, en un intento de persuadirlos de abandonar sus malos caminos y venir al campo de los Americanos.

## Influencia y recepción
Die Anarchisten demostró ser influyente. De acuerdo con un comentario de Rocker en 1927, la publicación del libro en Zürich en 1891 causó un considerable entusiasmo en los círculos anarquistas, que hasta ahora no habían estado familiarizados con ninguna forma de anarquismo que no fuera el anarquismo comunista al que se suscribieron de manera uniforme. Estableció firmemente la filosofía de Stirner en el movimiento anarquista alemán. El libro influyó en el compositor romántico Richard Strauss, quien lo leyó con avidez y, según los informes, tuvo una acalorada discusión al respecto horas antes del estreno de su primera ópera, Guntram.
Un Compañero de la Literatura Alemana del Siglo XX describe el trabajo como "una representación hábil de la vida cultural en Alemania a fines del siglo XIX". El historiador anarquista Paul Avrich encontró que el libro era "notable", mientras que su homólogo George Woodcock comentó que revelaba que Mackay era "una especie de Gissing libertario inferior". En sus memorias, el filósofo austríaco Rudolf Steiner escribió sobre el libro:
Este es un trabajo noble basado en la fe en el hombre individual. Describe penetrantemente y con gran viveza la condición social de los más pobres de los pobres. Pero también establece cómo, fuera de la miseria del mundo, esos hombres encontrarán una manera de mejorar quienes, al estar totalmente dedicados a las buenas fuerzas, hagan que estas fuerzas se desarrollen para que sean efectivas en la libre asociación de hombres haciendo innecesaria la compulsión.

- Steiner, Rudolf, La Historia de Mi Vida.